# Phaser
Een phaser is een elektronisch filter. Phasers worden voornamelijk gebruikt als effect voor de elektrische gitaar; ook kunnen phasers gebruikt worden bij elektronische muziekproductie.
Een phaser bestaat uit een compleet doorlaatfilter en een mixer. Eerst wordt het invoersignaal opgesplitst in twee identieke delen; het eerste deel gaat door de compleet doorlaatfilters en wordt dan gemengd met het tweede deel. De frequenties die door de compleet doorlaatfilters een faseverschuiving van 180 graden ondergingen worden bij een mengverhouding van 1:1 geheel uit het signaal gefilterd.
De phaser is, indien gemoduleerd door een laagfrequente oscillator, nauw verwant aan de flanger. Het verschil bestaat uit het feit dat een phaser een vaak onregelmatig gevormde frequentierespons heeft, terwijl de respons van een kamfilter uit een flanger altijd pieken en dalen op gelijke afstand van elkaar heeft. Phasers komen vaak voor in pedaalvorm. Enkele bekende phaser-pedalen zijn de Electro-Harmonix Small Stone en de MXR phase 90.